# Фердинанд II (король Леона)
Фердинанд II Леонский (исп. Fernando II de León; 1137, Самора, Кастилия и Леон — 22 января 1188, Бенавенти) — король Леона и Галисии с 1157 года, из Бургундской династии, сын Альфонсо VII и Беренгарии Барселонской.

## Биография
После смерти своего отца, он получил Леон и Галисию, а его брат Санчо — Кастилию и Толедо. Это привело к распре между ними. В 1158 году два брата встретились в Сахагуне и миром решили вопросы наследия. Однако Санчо умер в том же году, оставив наследником своего малолетнего сына Альфонсо VIII. Тогда Фердинанд оккупировал часть территории районов Кастилии, которые удерживал до 1164 года, когда в ходе переговоров с фамилией Лара, представлявшей Альфонсо VIII, была достигнута договорённость о совместных действиях против Альморавидов, которым принадлежала большая часть юга Испании.
В ходе Реконкисты Фердинанд захватил Альбуркерке и Алькантара. Тогда же король нанёс поражение португальскому королю Афонсу I, который в 1163 году занял Саламанку в отместку за заселение области по распоряжению короля Леона.
В 1165 году Фердинанд женился на Урраке, дочери Афонсу I, короля Португалии. Тем не менее борьба с Португалией после этого не прекратилась, вопрос не был снят с повестки дня. В 1168 году Афонсу, недовольный заселением Сиудад-Родриго, напал на Галисию. Однако когда Афонсу осаждал мусульманскую цитадель Бадахос, Фернандо сперва изгнал португальцев из Галисии, а затем направил свою армию к этому городу. Афонсу пытался бежать, однако при падении с коня сломал ногу и попал в плен. В следующем году в Понтеведра между правителями Португалии и Леона был заключён мир, по которому Афонсу признавал утрату своих завоеваний в Галисии. Когда через несколько лет арабы осадили португальский город Сантарен, Фердинанд пришёл на помощь тестю и освободил город от осады.
В 1170 году Фердинанд создал военно-религиозный Орден Сантьяго де Компостела, задачей которого была поставлена защита паломников во время их путешествия к могиле апостола Иакова в соборе Компостела.
В 1175 года папа Александр III принял решение, что Фердинанд II и Уррака Португальская являются слишком близкими родственниками и заставил их развестись. Тогда король женился на Терезе Нуньес де Лара, вдове графа Нуно де Лары.
В 1178 году началась новая война с Кастилией. Фердинанд захватил Кастрохерис и Дуэньяс. Военные действия закончились после заключения в 1180 году в Тордесильяс мирного договора. В том же году родами умерла вторая жена Фердинанда.
В 1184 году после ряда неудачных попыток альмохадский халиф Абу Якуб Юсуф вновь вторгся в Португалию с армией, набранной в Северной Африке, и в мае осадил Афонсу I в Сантарене. Португальцам помогли войска, присланные архиепископом Сантьяго де Компостела в июне и Фердинандом II в июле. В сражении с последним 29 июля 1184 года альмохадский халиф погиб.
В 1185 году Фердинанд женился в третий раз на Урраке Лопес де Аро (дочь Лопе Диаса, сеньора Бискайи, Нахеры и Хара), которая была его любовницей с 1180 года. После этого Уррака попыталась объявить Альфонсо, первенца Фердинанда, незаконным, в пользу своего сына Санчо, но безуспешно.
Фердинанд II умер в 1188 году в Бенавенте, Самора, во время возвращения из паломничества в Сантьяго-де-Компостела. Он был похоронен в соборе Компостела.

## Дети
- От брака с Урракой Португальской один сын
  - Альфонсо IX
- От связи и брака (август 1179 года) с Тересой Фернандес де Траба:
  - Фердинанд (1178—1187), узаконен после брака его родителей
  - Санчо, родившийся и умерший 6 февраля 1180 года, рождение которого привело к смерти его матери
- От связи и брака (1187) с Урракой Лопес де Аро:
  - Гарсия (1182—1184)
  - Альфонсо (родился 1184) узаконен после заключения брака между его родителями, умер раньше отца.
  - Санчо (1186—1220), сеньор Монтегудо